# Ford C-MAX
Ford C-MAX (транскр. Форд ц-макс) (енгл. Ford C-MAX) је аутомобил ниже средње класе минивена, који је производила америчка фабрика аутомобила Форд од 2002. до 2019. године. Ц-макс се више не производи због тога што је број купаца за овом каросеријом и класом почео да пада.

## Историјат
Ц-макс је компактни минивен који се продавао у Европи, Новом Зеланду и Северној Америци. Био је изведен на основи фокуса и то први, а касније и куга исто на основи фокуса.
Од маја 2018. године, Форд ц-макс је укинут на северноамеричком тржишту због пада интересовања купаца за овом врстом возила и како би се Форд фокусирао на развој камионета (пикапова) и кросовера.

### Прва генерација (2002–2010)
Прва генерација се је представљена 2002. године, две године пре фокуса II. Представљен је на салону аутомобила у Паризу.
У почетку док није дошао редизајн, звао се Форд фокус ц-макс (енгл. Ford Focus C-MAX). Када је дошао редизајн, преименовао се у ц-макс. Први је ауто на Форд Глобал Ц-цар платформи коју такође користе и фокус, Волво S40, V50, и C70, Мазда3 и Мазда5. Форд ово дељење платформи назива глобалном разменом технологија.

Има пет путника и има велику количину товарног простора, који се може повећати преклапањем задњих седишта. Неки модели имају дијагонално клизна задња седишта. Такође дели независно задње вешање са контролном оштрицом од фокуса. И издваја га од фокуса такође то што централни појас виси на крову.
- I генерација
- I генерација, редизајн
- II генерација, редизајн
- унутрашњост, редизајн

### Друга генерација (2009–2019)
Поред треће генерације Форд фокуса, друга генерација ц-макса (Ц344) је изграђена на Фордовој Глобал Ц платформи, као и претходна генерација. Изглед је инспирисан концептом иосис-макс, приказаним на Сајму аутомобила у Женеви 2009. Поред тога, Форд је додао варијанту ц-макса са дугачким међуосовинским растојањем, са седам седишта, Форд гранд ц-макс.
Возило је представљено на сајму аутомобила у Франкфурту 2009. Рани европски модели укључују 5 седишта, а модели са 7 седишта ушли су на тржиште крајем 2010. године (осим Русије, где постоји само модел са 7 седишта). На Северноамеричком међународном сајму аутомобила 2011, Форд је најавио ц-макс са 7 седишта за тржиште Северне Америке. Међутим, овај модел је отказан пре лансирања.
Форд је представио Форд ц-макс енерги плуг-ин хибрид и ц-макс хибрид на Северноамеричком међународном сајму аутомобила 2011. Као и конвенционални ц-макс, ц-макс енерги и хибрид имају само пет седишта. Они замењују Форд ескејп хибрид и Меркјури маринер хибрид пошто је Форд укинуо бренд Меркјури након модела из 2011. и ескејп хибрид након модела из 2012. године. Ц-Макс је Фордова прва хибридна линија возила. Дизајн и плуг-ин и хибридне верзије засновани су на европским верзијама на бензин и дизел.
Ц-макс хибрид је пуштен у продају у Сједињеним Државама у септембру 2012. као модел 2013. године, након чега је до средине октобра 2012. уследило издавање плуг-ин Енерги верзије.

Производња ц-макс енергија у Сједињеним Државама завршена је у септембру 2017. године, док је производња хибрида завршена 2018. године.
- II генерација
- Форд гранд ц-макс
- унутрашњост
- II генерација, редизајн
- II генерација, редизајн
- Форд гранд ц-макс, редизајн